# Test ciążowy

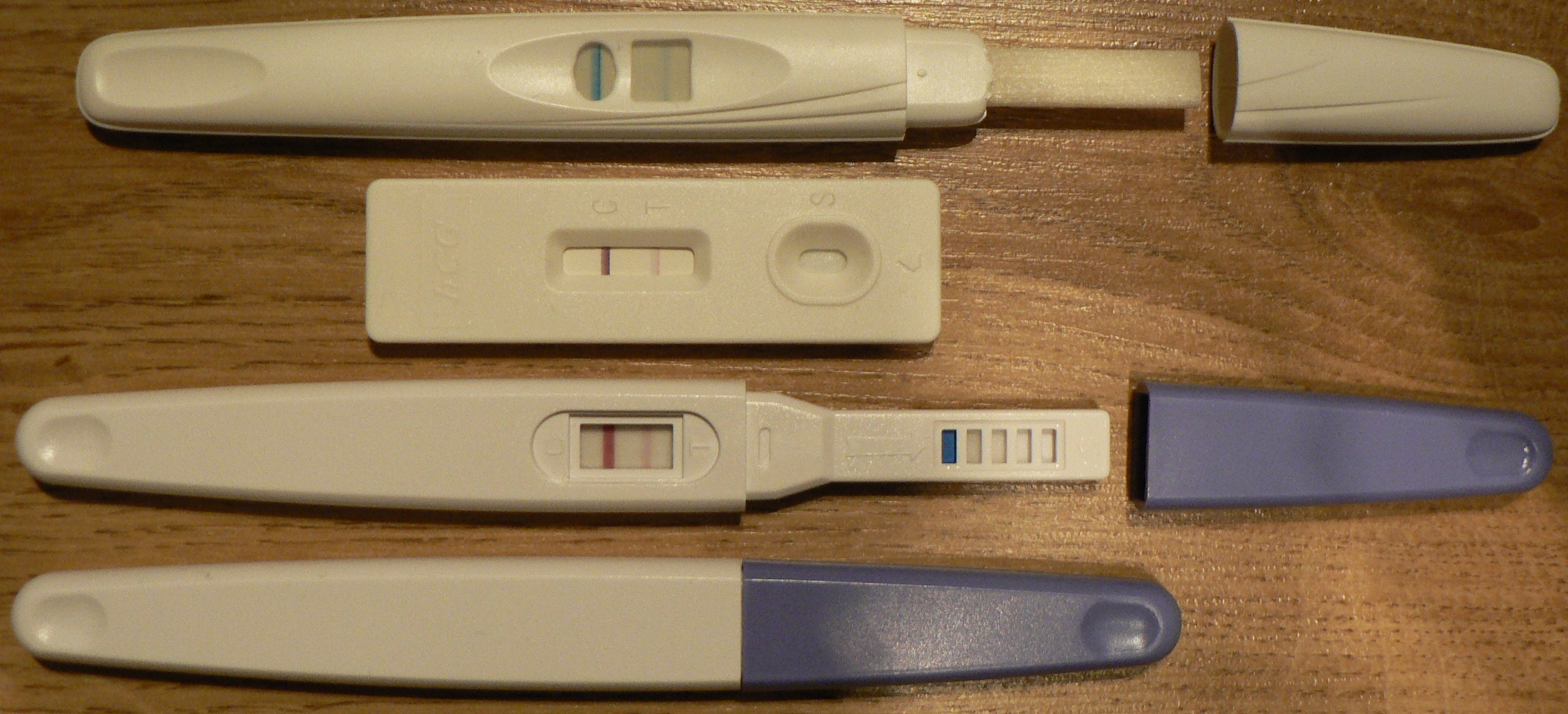
Nowoczesne domowe testy ciążowe

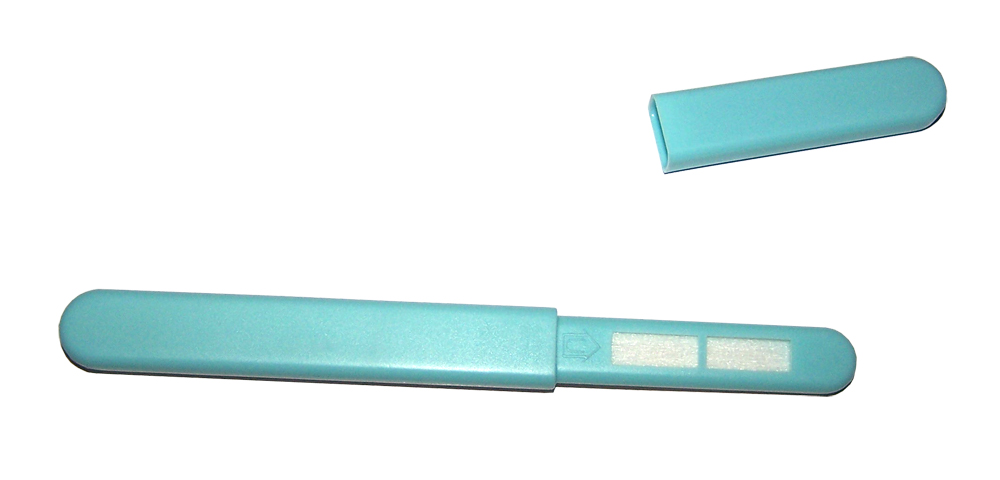
Nowoczesny domowy test ciążowy (C - obszar kontrolny, T - obszar testowy)

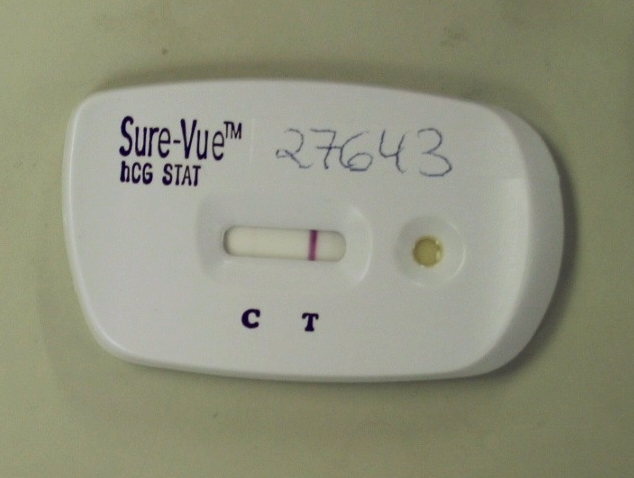
Obszar kontrolny testu (C) jest pusty, co oznacza, że wynik testu jest nieważny

Test ciążowy – test pozwalający wykryć (najczęściej w moczu) produkowaną przez trofoblast gonadotropinę kosmówkową (hCG), której pojawienie się świadczy o zagnieżdżeniu się jaja płodowego (Blastocysty) w błonie śluzowej macicy. Do zagnieżdżenia trofoblastu dochodzi w 7 dniu od zapłodnienia i od tego momentu poziom hCG wzrasta aż do 2–3 miesiąca ciąży po czym zaczyna spadać, aż do momentu porodu.
Istnieją trzy rodzaje testów:
- domowy test ciążowy, który jest do zakupienia w aptece i służy do samodzielnego wykonania. Przed jego wykonaniem należy bezwzględnie zapoznać się z instrukcją jego wykonania. Uważa się, że w około 90% dodatni test ciążowy świadczy o ciąży. W zależności od czułości testu, wynik dodatni występuje:
  - czułość jest mniejsza od 500 IU/l – wyniku dodatniego (czyli wykazania hCG) można się spodziewać 10 dni po zapłodnieniu (czyli u kobiety mającej regularne 28 dniowe cykle, licząc że do zapłodnienia doszło w momencie owulacji, czyli 14 dnia cyklu, test będzie dodatni od 24 dnia cyklu, czyli 4 dni przed spodziewaną miesiączką)
  - czułość 500-800 IU/l – wynik dodatni 14 dni od momentu zapłodnienia (czyli analogicznie wyniku dodatniego można się spodziewać w momencie spodziewanej miesiączki)
  - czułość powyżej 800 IU/l wynik dodatni występuje po 3 tygodniach, a więc 7 dni po planowanej miesiączce[1].

Wykonując powtarzalne codzienne wykonywanie testu ciążowego, można w sposób dokładny wyznaczyć datę zapłodnienia i tym samym termin porodu. W przypadku testów ultraczułych (o czułości poniżej 500 IU/l), od pierwszego dnia w którym test wyszedł dodatnio, należy odjąć 7 dni co wyznaczy datę zapłodnienia. Od tego momentu ciąża trwa 280 dni czyli dziesięć miesięcy księżycowych. 
Jeżeli test wypadł ujemnie należy go powtórzyć po 1–2 tygodniach, uzyskanie po raz drugi wyniku ujemnego praktycznie wyklucza ciążę.
- laboratoryjny test moczu cechuje się wyższą czułością (praktycznie 100% 7 dni po zapłodnieniu, czyli tydzień przed planowaną miesiączką) jest jednak bardziej długotrwały i musi być wykonany w warunkach specjalistycznych
- laboratoryjny test krwi cechuje się podobną czułością jak laboratoryjny test moczu.

Urządzeniami które mają wbudowaną funkcję informowania użytkowniczki o ciąży, na podstawie pomiarów PTC, są komputery cyklu.
Kobieta podejrzewająca ciążę, ma możliwość jej potwierdzenia od 7 dnia od zapłodnienia, kiedy nie występują żadne inne objawy, wykonując ultraczuły test domowy, bądź laboratoryjny test moczu lub krwi. Należy jednak pamiętać o bezwzględnym i rygorystycznym postępowaniu zgodnie z instrukcją lub skorzystaniu z metod laboratoryjnych.

## Historia testów ciążowych
Pierwsze testy ciążowe pojawiły się już w egipskich papirusach. Kobiety, które podejrzewały, że
mogą być w ciąży, skrapiały swoim moczem ziarna jęczmienia i pszenicy. Jeśli ziarna kiełkowały
oznaczało to „pozytywny wynik testu”. Dodatkowo dany „test” określał płeć przyszłego dziecka. Gdy
kiełkował jęczmień oznaczało to, że urodzi się chłopiec, a gdy pszenica to dziewczynka. W XX wieku
sprawdzono, że metoda ta była poprawna w 70%.